# Skotsk
 "Skotsk" omdirigeres hertil. For det skotsk-gæliske sprog, der tales i det nordvestlige Skotland, se Skotsk gælisk.
Skotsk (skotsk: Scots) er et sprog, der tales af mere end 1.500.000 i Skotland. Sproget tales også af en lille minoritet i Ulster, de fleste af disse i Nordirland, men også nogle få i grænseområderne i Republikken Irland. Skotsk kaldes også lallans (dvs. lowlands) eller lavlandsskotsk for at adskille det fra skotsk gælisk, som tales i det skotske højland, og for ulsterskotsk i Irland.
Sproget stammer fra den northhumbriske form af middelengelsk, som indgår i samlebetegnelsen de angliske sprog. Skotsk er stærkt påvirket af gælisk, men også af nederlandsk og nedersaksisk gennem handel med og indvandring fra Nederlandene. Gennem kirkelatin og juridisk latin, anglo-normannisk og senere fransk påvirkning via Skotlands langvarige alliance med Frankrig i middelalderen ("The Auld Alliance") har skotsk fået romansk indflydelse.
Oldengelsk kom ind i Skotland så tidligt som det 7. århundrede, antagelig først i Lothian i det sydøstlige Skotland. I 12. og 13. århundrede kom normannerne, som medbragte engelsktalende tjenere. Udenlandsk sprogpåvirkning spredte sig i Skotland via de tidligste byer, eftersom de fleste af borgerne som kom dertil udefra var fra England, Flandern og Frankrig.
Frem til det 15. århundrede betød skotsk udelukkende gælisk, men skotterne begyndte derefter at skelne mellem skotsk og skotsk gælisk. Sidstnævnte blev af skotsktalende ofte kaldt erse, der betyder "irsk". I løbet af det 15. århundrede begyndte man at lægge mærke til distinkte forskelle i sproget i Skotland i forhold til det som blev talt i England, og de som talte den skotske variant begyndte at kalde det Scottis. Den første forfatter man kender til som brugte begrebet på denne måde var Gavin Douglas (død 1522).
Mange skotske ord er indlånt fra skotsk gælisk. Dette gælder specielt naturfænomener, som glen ("dal"), loch ("indsø") osv. Der er også mange ord, som er kommet ind i engelsk via skotsk, som clan, greed, eerie osv. Meget af sproget vil være forståeligt for en person, som forstår engelsk på avanceret niveau, specielt hvis man har erfaring med at høre skotter tale engelsk, eftersom mange af de fonologiske forskelle er de samme.

## Dialekter
Skotsk kan inddeles i 5 dialektgrupper, samt nogle bydialekter der er delvis opblandet med skotske varianter af engelsk.
- Nordlige dialekter (Doric): Caithness, Aberdeen, Dundee, det nordøstlige Skotland.
- Centrale dialekter (Lallans): Fife, Perthshire, Edinburgh, Stirling, Glasgow, Lothian, Strathclyde og det sydvestlige Skotland.
- Sydlige dialekter: Langs grænsen til England.
- Shetlandsk og orkneysk (Insular): Orkneyøerne og Shetlandsøerne
- Ulsterskotsk (Ullans): Nordirland og grevskabet Donegal i Irland (visse sprogforskere mener ulsterskotsk skal klassificeres som en af de centrale dialekter).
- Storbyerne Edinburgh, Dundee og Glasgow har lokale byvarianter af de centrale dialekter opblandet med skotsk engelsk, men i Aberdeen taler man Mid Northern Scots, en nordlig skotsk dialekt.

## Status
Det har mange gange været diskuteret, om skotsk skal regnes som et eget sprog eller som en engelsk dialekt. Før Storbritannien blev oprettet i 1707, var det normalt at anse det som et selvstændigt sprog, men af politiske grunde ønskede mange at gå bort fra dette, efter at nationerne blev forenet.
Den britiske regering anerkender i dag skotsk som et regionalt sprog, og det er registreret som sådan i det europæiske charter for regionale sprog og minoritetssprog. Begrundelsen for at anerkende skotsk som et sprog og ikke en engelsk dialekt er, at der findes en uafhængig litterær tradition, egne ortografiske konventioner (som på grund af manglende regulering er vage på en del punkter) og betydelige forskelle i ordforråd og fonologi. Skotsk var også officielt sprog for det første skotske parlament.

## Eksempler
På nettet findes som eksempel på skotsk en musikfil med en middelalderballade sunget på lallans: The Twa Corbies -